# Aloe sinkatana
Aloe sinkatana ist eine Pflanzenart der Gattung der Aloen in der Unterfamilie der Affodillgewächse (Asphodeloideae). Das Artepitheton sinkatana verweist auf das Vorkommen der Art bei Sinkat im Sudan.

## Beschreibung

### Vegetative Merkmale
Aloe sinkatana wächst stammlos, ist einfach oder sprosst in der Regel und bildet dann Gruppen. Die 16 bis 20 lanzettlich verschmälerten Laubblätter bilden dichte Rosetten. Die trübgrüne Blattspreite ist 50 bis 60 Zentimeter lang und 6 bis 8 Zentimeter breit. An ihrer gerundeten Spitze befinden sich drei bis fünf kleine rötliche Zähne. Auf der Blattoberfläche sind gelegentlich zerstreute, trübweiße Flecken vorhanden. Die festen, hellroten Zähne am gewöhnlich rötlichen Blattrand sind 2 bis 3 Millimeter lang und stehen 15 bis 25 Millimeter voneinander entfernt.

### Blütenstände und Blüten
Der Blütenstand besteht aus fünf bis sechs Zweigen und erreicht eine Länge von 75 bis 90 Zentimeter. Die dichten, kopfigen oder fast kopfigen Trauben sind 4 bis 6 Zentimeter lang und 7 Zentimeter breit. Die Brakteen weisen eine Länge von etwa 3 bis 4 Millimeter auf und sind 2 Millimeter breit. Die scharlachroten, orangefarbenen oder gelben Blüten stehen an 16 bis 20 Millimeter langen Blütenstielen. Die Blüten sind 22 Millimeter lang und an ihrer Basis verkehrt konisch und kurz verschmälert. Auf Höhe des Fruchtknotens weisen die Blüten einen Durchmesser von 5 Millimeter auf. Darüber sind sie erweitert. Ihre äußeren Perigonblätter sind auf einer Länge von 9 bis 10 Millimetern nicht miteinander verwachsen. Die Staubblätter und der Griffel ragen 3 bis 5 Millimeter aus der Blüte heraus.

### Genetik
Die Chromosomenzahl beträgt {\displaystyle 2n=14}.

## Systematik und Verbreitung
Aloe sinkatana ist im Sudan entlang von trockenen Flussbetten in Höhen von 875 bis 1200 Metern verbreitet. 
Die Erstbeschreibung durch Gilbert Westacott Reynolds wurde 1957 veröffentlicht.

## Nachweise